# Thru These Walls
«Thru These Walls» (с англ. — «Сквозь эти стены») — песня британского певца и композитора Фила Коллинза с его второго студийного альбома Hello, I Must Be Going!, вышедшего в 1982 году. Песня была выпущена на 7"-сингле в том же году. В песне рассказывается о человеке, который подслушивает через стену соседей, принимающих участие в непристойных ночных действиях.
Песня не смогла стать такой же успешной, как три предыдущие композиции (также выпущенные на синглах) с первого студийного альбома Коллинза Face Value. Композиция «Thru These Walls» заняла лишь 56 строчку в британском чарте. В США песня вообще не была издана на сингле.
Сингл с песней «Thru These Walls» стал первым синглом Коллинза, которому так и не удалось попасть в британский чарт Top 20. Режиссёром видеоклипа стал Стюарт Орме (Stuart Orme) — он же снял видеоклип на другую песню Фила Коллинза «In the Air Tonight»".

## Список композиций

### 7" сингл
1. «Thru These Walls»
2. «Do You Know, Do You Care?»[2]

## Чарты
| Чарт (1982)                               | Наивысшая позиция |
| ----------------------------------------- | ----------------- |
| Dutch Singles Chart                       | 48                |
| UK Singles Chart                          | 56                |
| U.S. Billboard Hot Mainstream Rock Tracks | 34                |

## Персонал, участвовавший в записи
- Фил Коллинз — клавишные, ударные, вокал, маримба
- Дэрил Стюрмер[англ.] — гитары
- Мо Фостер (Mo Foster) — бас-гитара[2]